# Șiling (monedă britanică)

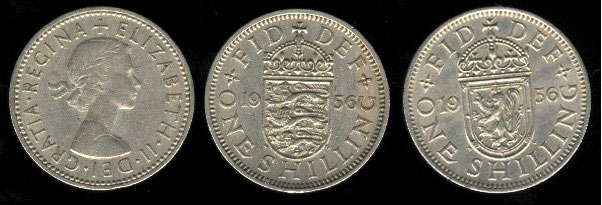
Şilingi emişi sub regina Elisabeta a II-a, în 1956; în stânga imaginea comună a aversului unei monede de un șiling, în dreapta, reversurile unori șilingi emiși în Anglia, respectiv în Scoția. Avers: cap spre dreapta, + ELISABETH•II•DEI• GRATIA•REGINA; revers (moneda din centru) stema încoronată a Angliei, circular: +FID•DEF+ONE•SHILLING; la stânga stemei: 19, la dreapta stemei: 56; moneda din dreapta: revers, aceleași inscripții, stema încoronată a Scoției, leu spre stânga.

Șilingul britanic a fost o monedă istorică din epoca Regatului Marii Britanii și, mai târziu, a Regatului Unit; în urma Tratatului Uniunii, din 1707, a adoptat și denumirea de Scot, în Scoția. Cuvântul șiling este un termen de contabilitate din vremea anglo-saxonilor. În Kent valoarea unui șiling era echivalentă cu valoarea unei vaci, iar în alte părți era echivalentă cu valoarea unei oi. Un șiling era echivalent cu 12 penny, iar 20 șilingi erau echivalenți cu 1 liră sterlină. Șilingul britanic a rămas în circulație până în ziua în care s-a trecut la sistemul zecimal în problemele financiare, în anul 1971. La decimalizare, șilingul britanic a fost înlocuit cu o monedă de 5 penny, cu o valoare comparabilă, de aceeași mărime și greutate. Șilingul britanic pre-zecimal a fost retras din circulație în anul 1990, când piesei de 5 penny i-au fost reduse dimensiunile.

## Etimologie
Termenul din engleză Shilling provine din latină Solidus, denumirea anticei monede de aur emise pentru prima oară sub Constantin cel Mare. În 1558 este atestată forma intermediară, chelin.

## Istorie
Șilingul a fost folosit pentru prima dată în 1548, în timpul domniei lui Henric al VII-lea.

### De la 1706 la 1816

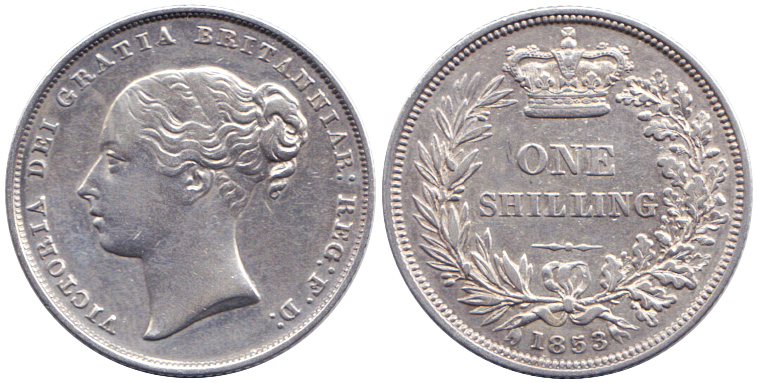
O monedă de un șiling emisă de Monetăria Regală sub regina Victoria. Avers: capul întors la stânga, VICTORIA DEI GRATIA BRITANNIAR: REG: F: D; revers: coroană, ramuri de măslin și stejar, în jurul: ONE SHILLING 1853

În această perioadă, șilingi au fost emiși în timpul domniei fiecărui monarh. În timpul lui George al III-lea, au fost emiși puțini șilingi (ca și alte monede de argint), cu excepția anului 1787, când a existat o emisiune mare de șilingi. 
Un număr mic de monede emise în 1763 au fost emise de contele de Northumberland în Irlanda, această emisiune este acum foarte rară, dar zvonul că ar fi fost vorba doar de 2.000 de exemplare (în valoare totală de 100 de lire sterline) este probabil lipsit de temei.
Monetăria a creat un stoc mare de șilingi de argint, aparținând unui grup de bancheri din Londra, în 1798. Ulterior, acest stoc a fost declarat ilegal, argintul recuperat și retopit. Se pare că nu au fost mai mult de 10.000 de piese bătute, în prezent se cunosc doar vreo patru exemplare, valoarea fiecărui exemplar ar putea fi de peste 10.000 de lire sterline, indiferent de starea lor de conservare.

### De la 1816 la 1967

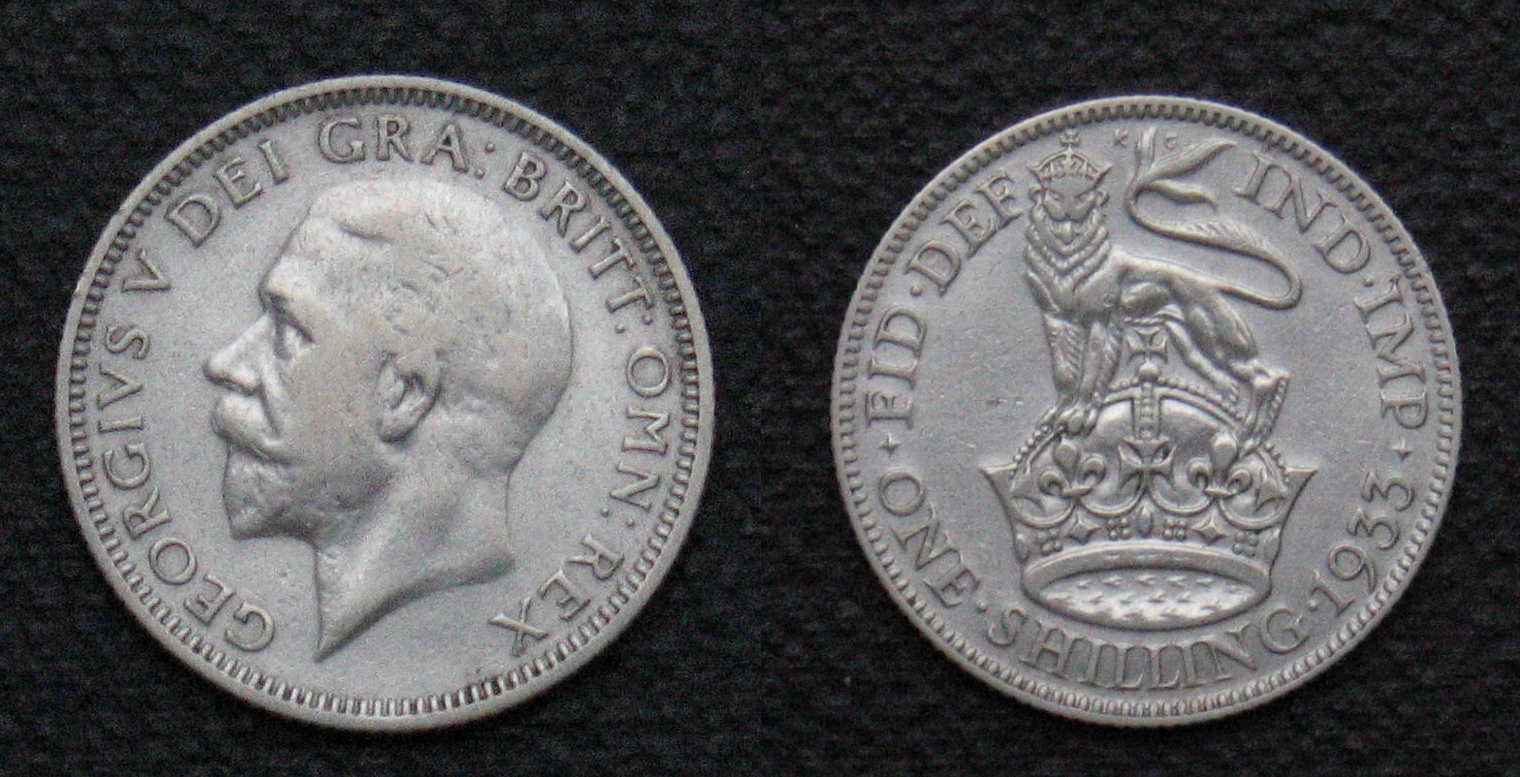
Monedă cu valoarea nominală de un șiling, emisă în Scoția, sub George al V-lea al Regatului Unit. Avers: cap spre stânga, GEORGIVS V DEI GRA:BRITT:OMN:REX; revers: coroana Scoției, leu spre stânga, circular: •FID•DEF IND•IMP• ONE•SHILLING•1933•

În 1920, împreună cu alte monede naționale, conținutul în argint pur al șilingului britanic a fost redus de la 92,5%, la 50%, iar în anul 1947, s-a trecut la aliajul cupro-nichel pur.
Moneda de 1 șiling emisă în cea mai mare parte a secolului al XX-lea a fost practic asemănătoare privind mărimea și greutatea, cu o monedă de 1 Deutsche Mark (monedă de 1 marcă germană), caracteristici suficiente pentru a fi interschimbabile în mașini automate.

### De la 1967 la 1971
Ultimii șilingi britanici puși în circulație au fost emiși cu milesimul 1967, deși există dovezi că au fost emiși șilingi, ca parte a unor seturi pentru colecționari, cu milesimul 1970.
În 1968, cu noul sistem zecimal, au fost emise monede de cinci pence (denumite inițial „cinci pence noi”), cu aceeași greutate și specificații pe care le aveau vechile monede echivalente. Noua monedă de cinci pence a început să înlocuiască șilingul.

### După 15 februarie 1971 (retragerea)
După 15 februarie 1971, Regatul Unit a adoptat sistemul zecimal și utilizează lira sterlină (abrevieri: GBP și £), divizată în 100 de pence. Înainte de 1971, lira sterlină era divizată în 20 de șilingi, fiecare șiling fiind divizat în 12 pence. guineea valora 1 liră sterlină și 1 șiling (adică 21 de șilingi). În limbaj argotic, șilingul era desemnat prin cuvântul bob. Inițial, noua monedă de 5p a moștenit denumirea șilingului în argou „bob”, deși acest cuvânt și-a văzut diminuată folosirea, pe măsură ce șilingul a fost scos din uz. 

Șilingii și florinii (monedă de doi șilingi) au rămas în circulație alături de noile monedele cu valori nominale de 5 pence și respectiv de 10 pence, până în 1990, când au fost emise noi monede cu valori nominale de 5p și 10p, de dimensiuni mai mici. În cele din urmă, șilingul și-a pierdut puterea de circulație, începând cu 1 ianuarie 1991.
Deși șilingul a dispărut în mod oficial, unele persoane persistă să-l folosească (cu valoarea de a 20-a parte dintr-o liră sterlină, adică 5 pence noi sau 12 pence vechi), îndeosebi pe cecuri.